# Director’s Cut
Der Director’s Cut [dɪˈrektəz 'kʌt] ist die Schnittversion eines Spielfilms, mit welcher der Filmregisseur (engl. Director) seine persönliche künstlerische Intention umsetzt. Bei Berücksichtigung von nicht verwendetem Filmmaterial wird ein Director’s Cut auch als Redux bezeichnet, z. B. Apocalypse Now Redux.

## Charakteristik
Häufig wird ein Film aufgrund von getesteten Zuschauerreaktionen bei Vorabvorführungen umgeschnitten. Dies ist dann der Fall, wenn die gewünschte Wirkung beim Testpublikum ausbleibt oder anders ausfällt, da einzelne Szenen oder Handlungsstränge in der gezeigten Fassung unverständlich sind. Dies kann vor allem auch das Filmende betreffen. Dieser Umschnitt kann zu beträchtlichen Änderungen in der Aussage eines Filmes führen. So hat beispielsweise der Director’s Cut von Blade Runner im Gegensatz zur Kinofassung ein offenes Ende. Außerdem fehlt ihm der Voice-over-Kommentar des Hauptdarstellers. Salieri, der Erzähler und Mozarts Gegenspieler im Film Amadeus, wird im Director’s Cut noch schwärzer und abgründiger gezeigt, während der Profikiller im Director’s Cut von Léon – Der Profi etwas menschlichere Züge erhalten hat. Mitunter ist auch die bloße Länge ein Grund für Schnitte: Filme von deutlich über zwei Stunden Dauer werden häufig gekürzt, um zwei Vorführungen an einem Abend zu ermöglichen; dies verbessert die Marktchancen für den Verleih.
Anders als in Europa ist der Regisseur von Hollywood-Filmen beim Schnitt oft nicht selbst anwesend. Nur einigen wenigen einflussreichen Regisseuren wird dort vertraglich überhaupt das Recht auf den Final Cut zugestanden. Dies ist die endgültige Fassung des Filmes, wie sie nach Abschluss der Produktion an den Filmverleih ausgeliefert wird. Der Filmeditor schneidet stattdessen den Film meist alleine und hält erst danach Rücksprache mit dem Regisseur. Dieser segnet dann den ihm präsentierten Schnitt ab oder schlägt weitere Veränderungen vor.
Wenn ein Film für die spätere Weitervermarktung (Video, DVD, Fernsehen) aufbereitet wird, tritt der Regisseur jedoch oftmals selbst hinter das Schnittpult und fertigt eine von ihm bevorzugte Version an, welche häufig einige zusätzliche Szenen enthält, die in der Kinofassung nicht vorhanden waren. Darum ist ein Director’s Cut nicht selten erheblich länger (zum Beispiel um fast 47 Minuten länger bei Apocalypse Now Redux). Es kommt aber auch vor, dass ein Director’s Cut kürzer als die Erstfassung gerät (Beispiele: Blood Simple von Joel Coen).
Neben dem Director’s Cut gibt es mitunter weitere nachbearbeitete Fassungen von Kinofilmen. Diese Versionen entstehen unter Umständen ohne Zutun des Regisseurs und manchmal gegen dessen Willen. Beispiele sind die Langfassungen von Der Wüstenplanet von David Lynch und Der Schuh des Manitu von Michael Herbig.